# Лебедев (Воронежская область)
Лебедев — хутор в Кантемировском районе Воронежской области России.
Входит в состав Пасековского сельского поселения.

## География

### Улицы
- ул. Степная.